# تازه چه خبر پوسی‌کت؟
تازه چه خبر پوسی‌کت؟ (انگلیسی: What's New Pussycat?؛ فرانسوی: Quoi de neuf, Pussycat?‎) فیلمی کمدی رمانتیک به کارگردانی کلایو دانر و ریچارد تلمج است که در سال ۱۹۶۵ منتشر شد. این فیلم محصول مشترک فرانسه و آمریکا است.
هل دیوید و برت بکراک بابت شعرِ ترانهٔ این فیلم (که توسط تام جونز اجرا شد) نامزدِ دریافتِ جایزه اسکار ۱۹۶۵ شدند. همچنین وودی آلن نامزدِ دریافتِ جایزهٔ انجمن نویسندگان آمریکا بابت بهترین فیلمنامه کمدی بود.

## خلاصه فیلم
مردی خوش‌گذران که نمی‌خواهد شیوه زندگی‌اش را تغییر دهد تا با عشق واقعی خود ازدواج کند برای کمک به روانشناسی دیوانه که خود دارای مشکلات عاطفی است مراجعه می‌کند و...

## بازیگران
- پیتر سلرز
- پیتر اوتول
- رومی اشنایدر
- کاپوسین
- پائولا پرنتیس
- وودی آلن
- اورسولا اندرس
- میشل سوبور
- جس هان
- فرانسواز اردی
- ریچارد برتون
- لوئیز لسر
- ادرا گیل
- هوارد ورنون
- کاترین شک
- اِلِنُر هرت
- ژان رنه سلستان پاریدس
- آنت پوآور
- باربارا سامرز
- دانیل امیلفورک
- ژاک بالوتن
- مارک آرین
- مارسل گسوک
- رابرت رالیس
- سابین سون
- تانیا لوپر